# Peter Salomon
Peter Salomon (* 4. September 1947 in Berlin) ist ein deutscher Schriftsteller, Literaturhistoriker und Herausgeber.

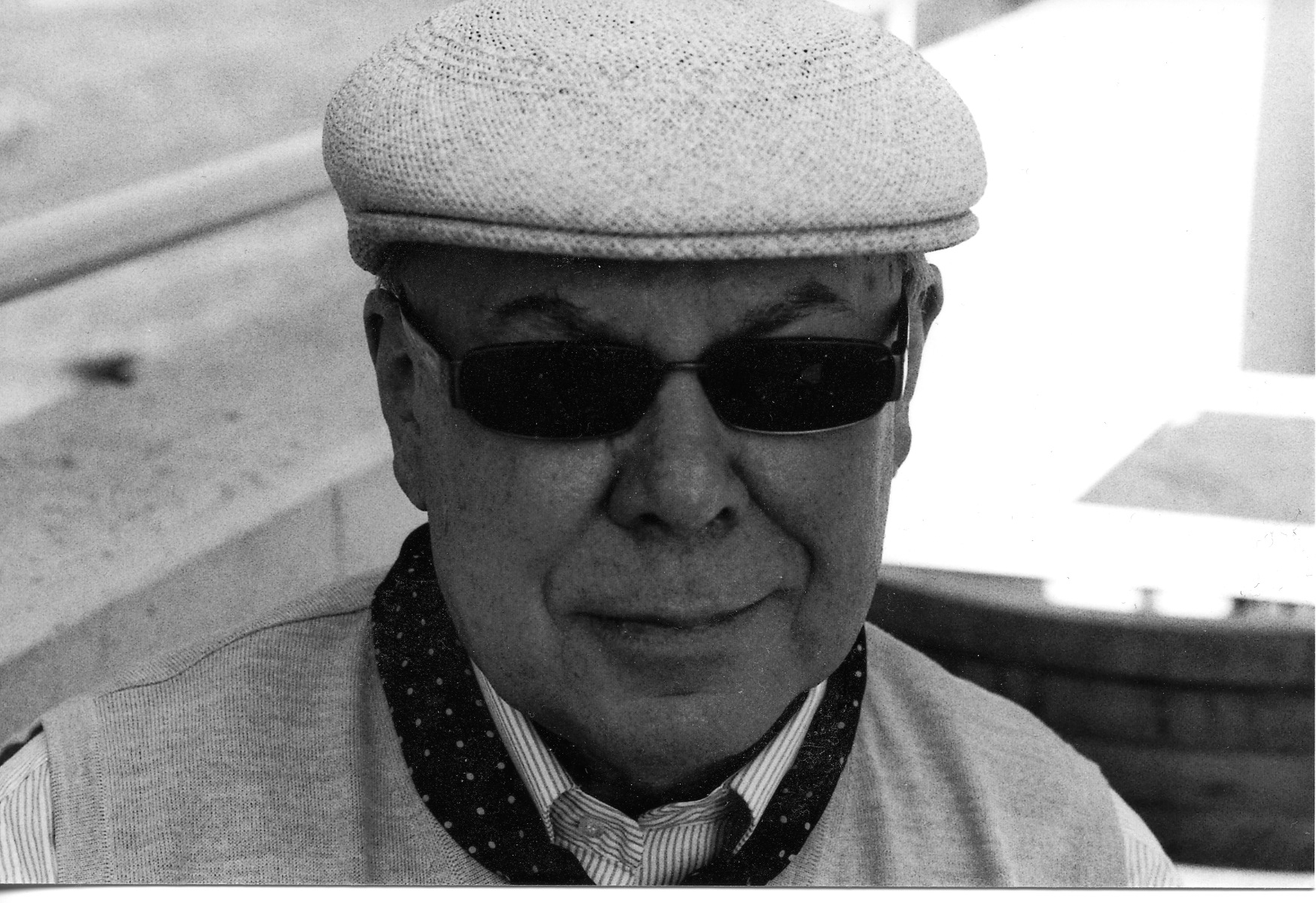
Peter Salomon (2009)

## Leben
Peter Salomon verbrachte seine Kindheit und Jugend in Berlin. Er studierte Rechtswissenschaften und Literatur in Berlin, München und Freiburg im Breisgau. Peter Salomon lebt seit 1972 in Konstanz. Von 1976 bis 1999 war er als Rechtsanwalt tätig.

## Wirken
Seit 1969 veröffentlicht Salomon Gedichte und Essays in Anthologien und Literaturzeitschriften. Er war Mitbegründer und Mitherausgeber der Literaturzeitschrift UNIVERS (1974–1981). Seit 1992 ist er Herausgeber der Reihe »Replik. Autorenporträts aus dem Abseits der Moderne«. Salomon ist Mitglied im Verband deutscher Schriftsteller und des PEN-Zentrums Deutschland. 2014 erwarb das Deutsche Literaturarchiv Marbach seinen Vorlass. Ein weiterer Teil seines Vorlasses befindet sich im Franz-Michael-Felder-Archiv der Vorarlberger Landesbibliothek in Bregenz.

## Werke

### Einzeltitel
- Einer denkt sich was. 1972 (Gedichte).
- Abgang Juhnkuhns. 1973 (Prosa).
- Gedichte. 1973.
- Kaufhausgedichte. Gauke, 1975.
- Gegenfrost. Dreisam-Verlag, Freiburg 1979 (67 Gedichte).
- Die Straße aus der Stadt. Eric van der Wal, 1987.
- Wind kriegen. Edition Isele, Eggingen 1988, ISBN 3-925016-27-9 (Gedichte).
- Der Herr am Nebentisch - Gedichte. Edition Isele, Eggingen 1994, ISBN 3-86142-022-8.
- Die Natur bei der Arbeit - Gedichte vom See. Edition Isele, Eggingen 2000, ISBN 3-86142-179-8.
- 7 Gedichte. Ludewig, München 2002, ISBN 3-9808640-0-6.
- Asphalt. 2003 (Prosa, bibliophiler Pressendruck).
- Kleine Pannenhilfe für Schöngeister : Gesammelte und neue Gedichte. Edition Isele, Eggingen 2005, ISBN 978-3-86142-326-3.
- Autobiographische Fußnoten. Prosa. Edition Isele, Eggingen 2009, ISBN 978-3-86142-467-3 (Prosa).
- Die Jahre liegen auf der Lauer. Isele, Eggingen 2012, ISBN 978-3-86142-550-2.
- Schluß für heute. In: Poesie-Quadriga Nr. 4. Isele, Eggingen 2014, ISBN 978-3-86142-587-8.
- Peter Salomon: Der See geht unter!: Gedichte, Prosa, Übertragungen. Ein Lesebuch. Hrsg.: Klaus Isele. Books on Demand, Norderstedt 2014, ISBN 978-3-7386-0058-2.
- Scherben (= Franc-Tireur. Band 13). Peter Ludewig, Kirchseeon 2015, ISBN 978-3-945477-01-4.
- Nichts ist so schwer wie Papier. Gedichte (= Collection Montagnola. Band 32). BoD, Norderstedt 2016, ISBN 978-3-945477-01-4 (Editor: Klaus Isele).
- Vorteile der zweiten Klasse. 25 Erzählungen (= Edition Klaus Isele). BoD, Norderstedt 2019, ISBN 978-3-7481-5592-8 (Editor: Klaus Isele).
- Mylord. Schwule Gedichte 1972–2019. Rimbaud Verlag, Aachen 2019, ISBN 978-3-89086-271-2.
- Hotpants. Lyrische Notate. Hrsg.: Klaus Isele. BoD, Norderstedt 2020, ISBN 978-3-7519-9354-8.
- Poesiealbum 361 (Hrsg. von Wulf Kirsten). Märkischer Verlag, Wilhelmshorst 2021, ISSN 1865-5874.
- Der Außerirdische. Stories. Rimbaud Verlag (RTB 114). Aachen 2022, ISBN 978-3-89086-522-5.[1]
- Nonsenf. Mit Illustrationen von Wolfgang Brenneisen. edition imme bei BoD Norderstedt 2022. ISBN 978-3-7562-0701-5
- Zehn Limericks. Harald Weller Berlin 2023. (Privatdruck des Autors ohne ISBN)
- Leichtes Gepäck. [Gedichte]. edition imme bei BoD Norderstedt 2024. ISBN 978-3-7578-2479-2
- Shorts. Aufzeichnungen. Hrsg. Klaus Isele. BoD Norderstedt 2024. ISBN 978-3-7583-8235-2

### Anthologien (Auswahl)
- Hans Bender (Hrsg.): In diesem Lande leben wir - Deutsche Gedichte der Gegenwart; eine Anthologie in 10 Kapiteln. Hanser, München 1978, ISBN 3-446-12603-1.
- Theo Breuer (Hrsg.): Nord West Süd Ost - Gedichte von Zeitgenossen. Edition YE, Sistig/Eifel 2003, ISBN 3-87512-192-9.
- Wulf Segebrecht (Hrsg.): Das deutsche Gedicht. Vom Mittelalter bis zur Gegenwart. S. Fischer, Frankfurt am Main 2005, ISBN 3-10-074440-3.
- Axel Kutsch (Hrsg.): Versnetze. Das große Buch der neuen deutschen Lyrik. Verlag Ralf Liebe, Weilerswist.
- Versnetze. 2008, ISBN 978-3-935221-86-3. · Versnetze_zwei. 2009, ISBN 978-3-941037-37-3. · Versnetze_drei. 2010, ISBN 978-3-941037-56-4. · Versnetze_sechs. 2013, ISBN 978-3-941037-76-2. · Versnetze_sieben. 2014, ISBN 978-3-944566-27-6. · Versnetze_acht. 2015, ISBN 978-3-944566-47-4. · Versnetze_neun. 2016, ISBN 978-3-944566-58-0. · Versnetze_zehn. 2017, ISBN 978-3-944566-71-9. · Versnetze_elf. 2018, ISBN 978-3-944566-80-1. · Versnetze_zwölf. 2019, ISBN 978-3-944566-90-0. · Versnetze_13. 2020, ISBN 978-3-948682-02-6. · Versnetze_14. 2021, ISBN 978-3-948682-20-0.
- Karl Otto Conrady (Hrsg.): Der Große Conrady. Das Buch deutscher Gedichte. Von den Anfängen bis zur Gegenwart. Artemis & Winkler, Düsseldorf 2008, ISBN 978-3-538-04004-5.
- Klaus Kühnel (Hrsg.): Dem Garten Eden abgeschaut. Mensch und Landschaft. Gedichte und Grafiken. Trafo Verlag, Berlin 2018, ISBN 978-3-86465-113-7.

### Herausgabe (Auswahl)
- Hermann Plagge, Expressionist. eine Auswahl / aus dem Nachlass hrsg. und mit einer Einf. vers. von Peter Salomon. Edition Isele, Eggingen 1992, ISBN 3-925016-88-0.
- Wo hagre Häuser dürr ins Firmament zu ragen sich erfrechen. Der Expressionist Willy Küsters; eine Auswahl aus dem Nachlass / hrsg. und mit einer Einf. vers. von Peter Salomon. Edition Isele, Eggingen 1993, ISBN 3-86142-002-3.
- Ich bin ein Abenteurer dieser dunklen Zeit. Der Expressionist Rudolf Adrian Dietrich; eine Auswahl aus dem Nachlass / hrsg. und mit einer Einf. vers. von Peter Salomon. Edition Isele, Eggingen 1993, ISBN 3-86142-009-0.
- Otto Ehinger: Jurist, Schriftsteller, Bürgermeister - vor allem aber unabhängig. eine Auswahl seiner Erzählungen / besorgt von Manfred Bosch und Peter Salomon. Edition Isele, Eggingen 1994, ISBN 3-86142-030-9.
- Zu irrer Schöpfung rast heran die Welt. Eugen Ferdinand Hoffmann (1885–1971); eine Auswahl aus dem Nachlass / hrsg. und mit einer Einf. vers. von Peter Salomon. Edition Isele, Eggingen 1996, ISBN 3-86142-056-2.
- Der aussätzige Mai. Der Expressionist A. Rudolf Leinert; (1898–1969) / hrsg. von Wulf Kirsten und Peter Salomon. Edition Isele, Eggingen 1999, ISBN 3-86142-118-6.
- Johannes Vennekamp: PS-hero : 50 Auto-Bilder. 327 km/h oder "Ach, wer doch ewig Auto fahren könnte"; 50 exemplarische Gedichte. Hrsg.: Horst Brandstätter, Peter Salomon. Renner, München 2001, ISBN 3-927480-46-0.
- Einen Tag lang nicht töten. Der Dichter Edlef Köppen (1893–1939); ein Porträt / von Siegmund Kopitzki und Peter Salomon. Edition Isele, Eggingen 2004, ISBN 978-3-86142-298-3.
- So ist es nun mal : Gottfried Benns Briefwechsel mit Gert Micha Simon. 1949 - 1956 / hrsg. und kommentiert von Peter Salomon. Keicher, Warmbronn 2005, ISBN 3-932843-98-3.
- UNIVERS. zur Geschichte einer Konstanzer Literaturzeitschrift; 1974 - 1981. Edition Isele, Eggingen 2007, ISBN 978-3-86142-414-7.
- Eduard Reinacher: Bohème in Kustenz. Ein komischer Roman. Edition Isele, Eggingen 2009, ISBN 978-3-86142-471-0.
- Alfred Richard Meyer: Berlin. Ein impressionistischer Sonettenkranz. Corvinus Presse, Berlin 2011, ISBN 978-3-942280-11-2.
- Die nachexpressionistische Dichterjugend. Eine Bibliographie (= Edition Klaus Isele). BoD, Norderstedt 2018, ISBN 978-3-7460-9262-1.
- Sein heißes Lied schreit donnernd der Motor. 100 Auto-Gedichte. Herausgegeben von Klaus Isele und Peter Salomon. (= Klaus Isele Editor). BoD, Norderstedt, 2021. ISBN 978-3-7526-6748-6.

### Übersetzung
- Guillaume Apollinaire: Zone. Ludewig, München 2007, ISBN 978-3-9810572-4-9.
- Guillaume Apollinaire: Der Sieg. Verlag Peter Ludewig, Wilhelmshaven 2022 (bibliophiler Druck ohne ISBN)

## Auszeichnungen
- 1980 New-York-Stipendium der Kunststiftung Baden-Württemberg
- 1995 Reisestipendium des Förderkreises deutscher Schriftsteller in Baden-Württemberg
- 2001 Jahres-Literaturstipendium des Landes Baden-Württemberg
- 2014 Ars Littera-Preis[2]
- 2016 Bodensee-Literaturpreis[3]